# Soulèvement sud-coréen de 1946
Partition de la Corée
Le soulèvement du 10.1 de Daegu de 1946 (hangeul : 대구 10·1 사건 ; hanja : 大邱 10·1 事件) en Corée est un soulèvement paysan qui a éclaté dans toutes les provinces du sud de la Corée contre la politique du gouvernement militaire de l'armée américaine en Corée dirigé par le général John R. Hodge et en faveur de la restauration du pouvoir aux comités populaires qui composaient la république populaire de Corée. Le soulèvement est aussi appelé émeutes de Daegu ou mouvement de résistance de Daegu. La Commission de vérité et de réconciliation de Corée du Sud utilise un nom plus neutre, l'incident d'octobre de Daegu.

## Déroulement
Le soulèvement est précédé par une grève générale en septembre, à laquelle plus de 250 000 travailleurs participent. La grève est déclarée illégale par le gouvernement militaire américain et les grévistes sont réprimés par la police. Le 1er octobre, une manifestation de grévistes à Daegu est la cible de tirs de la police et un cheminot nommé Kim Yong-Tae perd la vie. Le lendemain, des milliers de manifestants, dont des écoliers et des étudiants, transportent son corps dans les rues de la ville, malgré les tentatives de la police pour les arrêter. La grève évolua ensuite vers le soulèvement d'automne plus général (ou soulèvement de Daegu 10.1),.
Le soulèvement commence à Busan et s’étend finalement à Séoul, Daegu, Gyeongsangbuk-do, Gyeongsangnam-do, Chungcheongnam-do et Jeollanam-do et se termine à la mi-novembre. D'autres revendications exprimées pendant le soulèvement concernent de meilleures conditions de travail, des salaires plus élevés, une plus grande ration de riz, le droit de s'organiser et la libération des prisonniers politiques.
Selon les conditions, le gouvernement militaire des États-Unis a réagi de différentes manières, notamment en mobilisant des briseurs de grève, la police, des groupes de jeunes de droite, en envoyant des troupes et des chars américains et en déclarant la loi martiale, réussissant ainsi à réprimer le soulèvement. Cette révolte a entraîné la mort de 92 policiers, 163 travailleurs civils, 116 civils et 240 émeutiers. 2 609 personnes ont été arrêtées par la police et l'armée,. Certains analystes disent que le soulèvement, qui est en partie une réaction aux élections d'octobre pour l'Assemblée législative intérimaire sud-coréenne, organisées par le gouvernement militaire des États-Unis, est un meilleur indicateur de l'opinion publique que l'élection elle-même.
La défaite du soulèvement est considérée comme un tournant dans l'établissement du contrôle politique sur la Corée, car les comités populaires et le Conseil national des syndicats coréens ont été affaiblis par la répression,. Pour les Américains, la rébellion des récoltes d'automne ajoute une nouvelle urgence à l'effort de trouver une formule pour unifier les deux zones d'occupation de la Corée sous un gouvernement élu.
En 2010, la Commission de vérité et de réconciliation présente ses conclusions. 60 victimes sont dénombrés, dont les familles ont suggéré au gouvernement d'indemniser et environ 7 500 autres personnes ayant souffert pendant l'incident. Certaines victimes sont arrêtées et torturées, puis la police et des groupes d'extrême droite ont endommagé ou confisqué leurs maisons et leurs biens. Les familles des victimes ont dû endurer la honte d'être considérées comme des criminels.